# Cape Charles
Cape Charles es una localidad del Condado de Northampton, Virginia, Estados Unidos. Según el censo de 2000 tenía una población de 1.134 habitantes y una densidad de población de 119.3 hab/km².

## Demografía
Según el censo de 2000, había 1.134 personas, 536 hogares y 278 familias residiendo en la localidad. La densidad de población era de 119,3 hab./km². Había 740 viviendas con una densidad media de 77,9 viviendas/km². El 53,79% de los habitantes eran blancos, el 42,86% afroamericanos, el 0,09% amerindios, el 0,44% asiáticos, el 1,59% de otras razas y el 1,23% pertenecía a dos o más razas. El 2,82% de la población eran hispanos o latinos de cualquier raza.
Según el censo, de los 536 hogares en el 21,1% había menores de 18 años, el 30,4% pertenecía a parejas casadas, el 19,6% tenía a una mujer como cabeza de familia y el 48,1% no eran familias. El 43,7% de los hogares estaba compuesto por un único individuo y el 26,3% pertenecía a alguien mayor de 65 años viviendo solo. El tamaño promedio de los hogares era de 2,11 personas y el de las familias de 2,91.
La población estaba distribuida en un 22,1% de habitantes menores de 18 años, un 7,1% entre 18 y 24 años, un 22,0% de 25 a 44, un 25,0% de 45 a 64 y un 23,8% de 65 años o mayores. La media de edad era 44 años. Por cada 100 mujeres había 76,4 hombres. Por cada 100 mujeres de 18 años o más, había 75,9 hombres.
Los ingresos medios por hogar en la localidad eran de 22.237 dólares ($) y los ingresos medios por familia eran 29.167 $. Los hombres tenían unos ingresos medios de 25.536 $ frente a los 23.984 $ para las mujeres. La renta per cápita para la ciudad era de 13.789 $. El 28,4% de la población y el 21,5% de las familias estaban por debajo del umbral de pobreza. El 43,4% de los menores de 18 años y el 23,0% de los habitantes de 65 años o más vivían por debajo del umbral de pobreza.

## Geografía
Según la Oficina del Censo de los Estados Unidos, Cape Charles tiene un área total de 11,3 km² de los cuales 9,5 km² corresponden a tierra firme y 1,8 km² a agua. El porcentaje total de superficie con agua es 16,06%.